# Chirothecia botucatuensis
Chirothecia botucatuensis är en spindelart som beskrevs av Maria José Bauab Vianna 1980. 
Chirothecia botucatuensis ingår i släktet Chirothecia och familjen hoppspindlar. Inga underarter finns listade i Catalogue of Life.